# آز فاکس
آز فاکس (انگلیسی: Oz Fox؛ زادهٔ ۱۸ ژوئن ۱۹۶۱) یک موسیقی‌دان اهل ایالات متحده آمریکا است.
 وی از سال ۱۹۸۳ میلادی تاکنون مشغول فعالیت بوده‌است.